# Eucommia ulmoides
Pour les articles homonymes, voir Eucommia.
Famille
Genre
Espèce
Statut de conservation UICN

 VU  : Vulnérable
Eucommia ulmoides, l'Arbre à gutta-percha ou Arbre à gomme, est une espèce de plantes à fleurs, la seule du genre Eucommia et de la famille des Eucommiaceae. Ce sont des arbres à latex, à feuilles caduques, des régions tempérées, probablement originaires de Chine.
Il est proche des espèces menacée dans la nature, mais il est largement cultivé en Chine pour son écorce et est très appréciée en herboristerie tels que la médecine traditionnelle chinoise.

## Description
Eucommia ulmoides atteint environ 15 m de haut. Les feuilles sont caduques, alternes, simples, ovales, avec une pointe acuminée, 8 à 16 cm de long et une marge dentelée. Si une feuille est déchirée, le latex exsudé par les nervures des feuilles se solidifient en caoutchouc. Il fleurit de mars à mai. Les fleurs sont discrètes, petites et verdâtres ; le fruit, de juin à novembre, est une samare ailée avec une seule graine, très similaire à une samare d'orme, 2 à 3 cm de long et 1 à 2 cm de large.
C’est une des 50 herbes fondamentales utilisées en herbologie chinoise, où il est appelé dùzhòng.

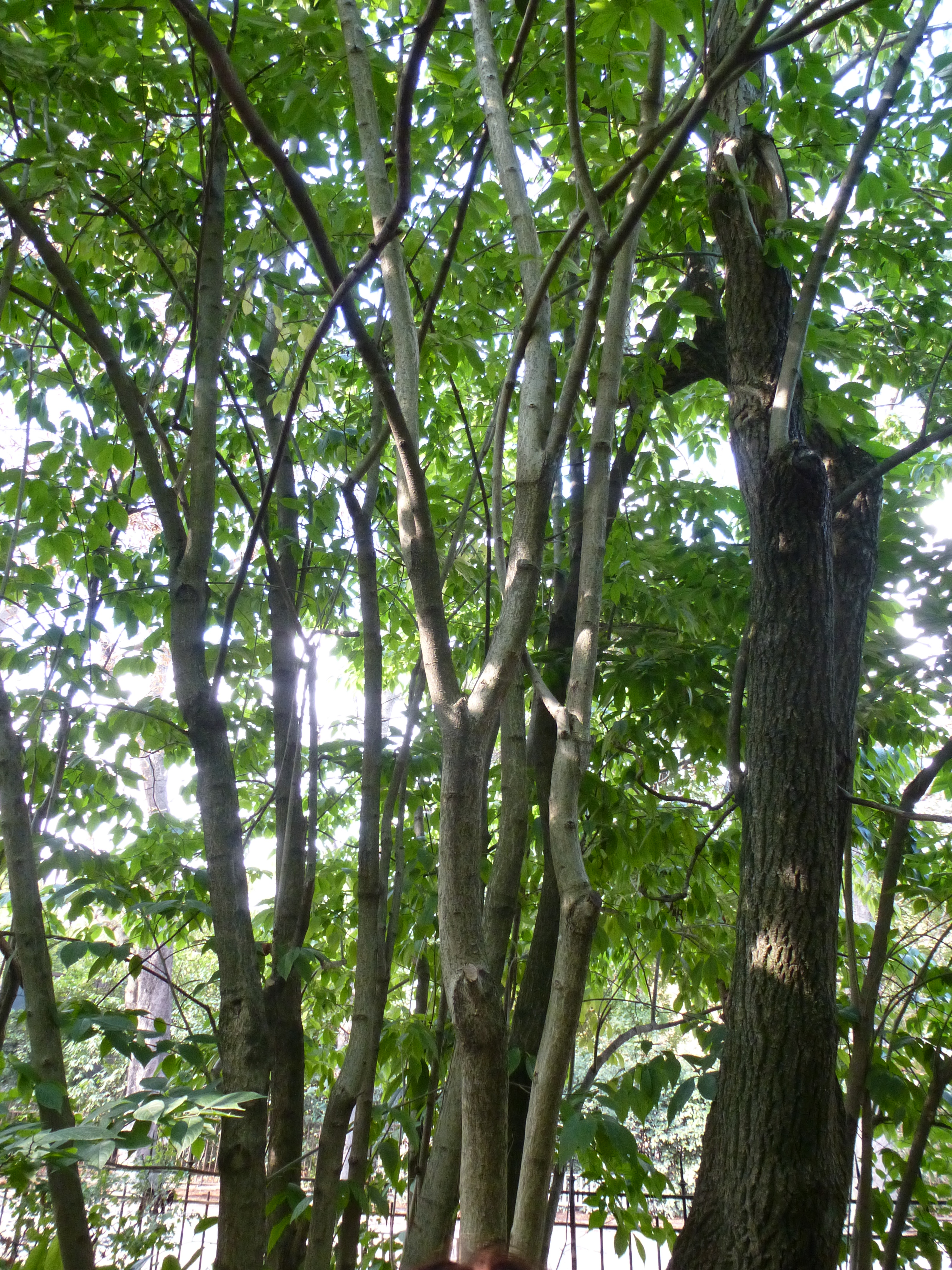
Arbre.
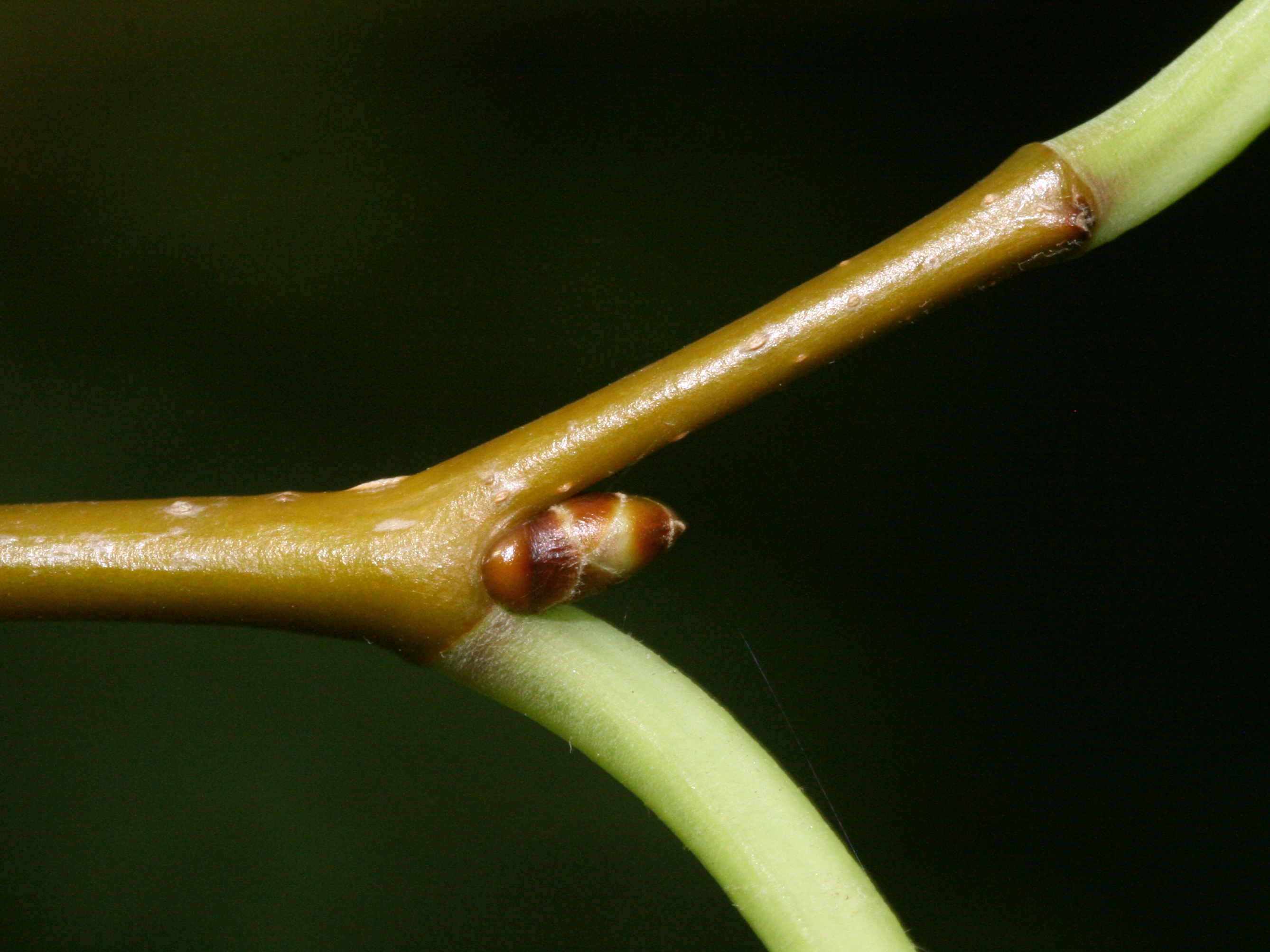
Bourgeon.
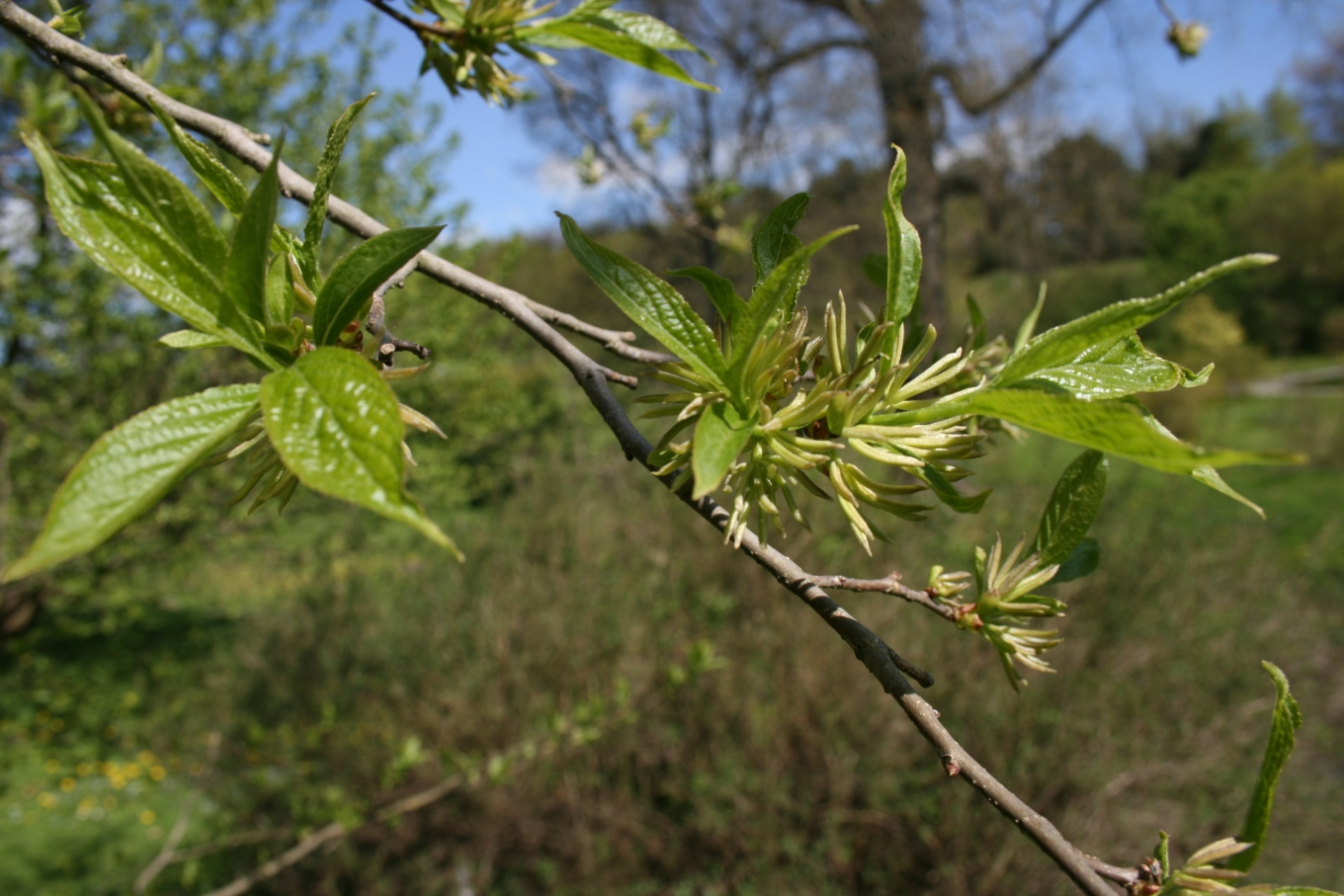
Floraison.
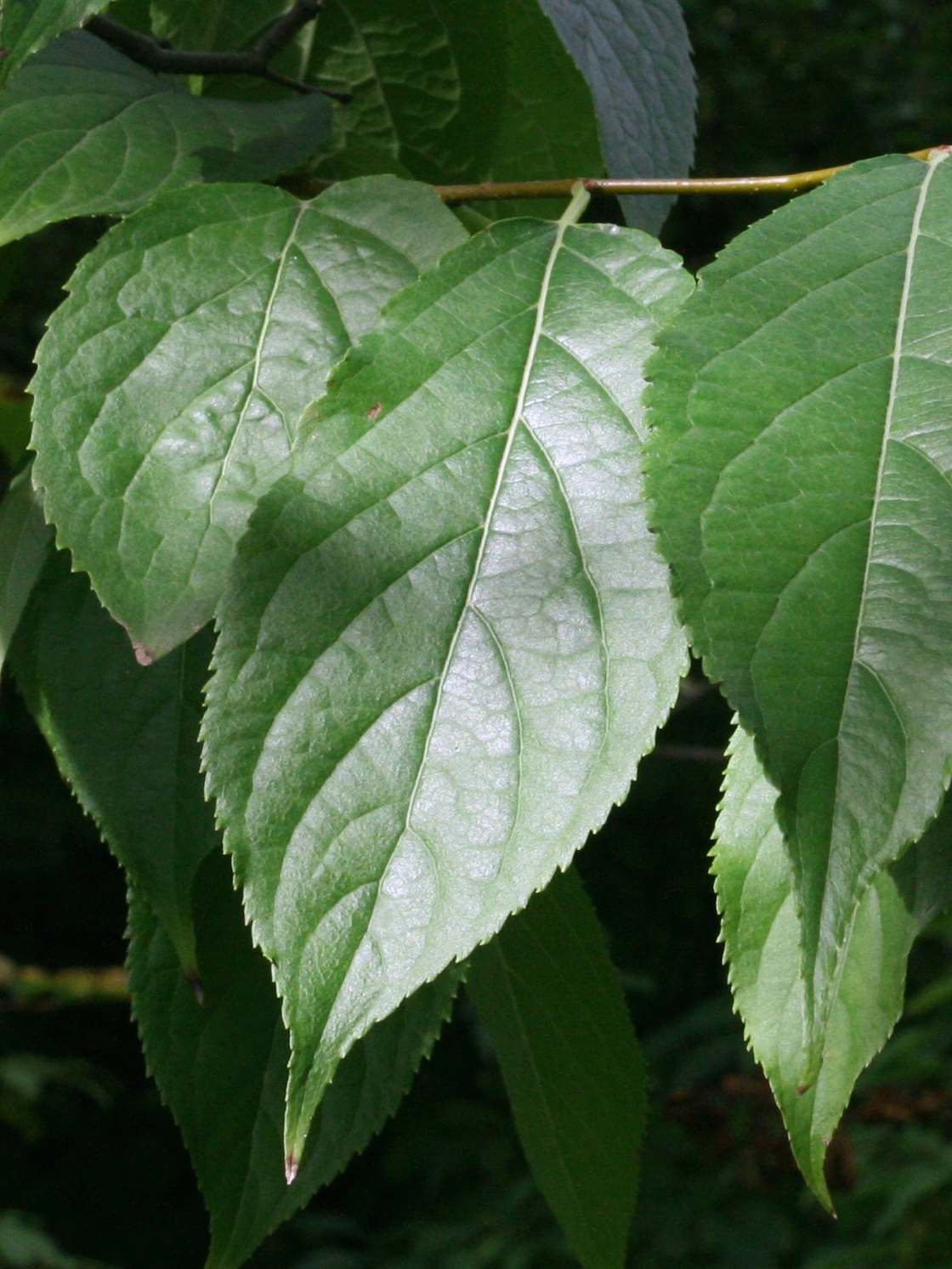
Feuillage.
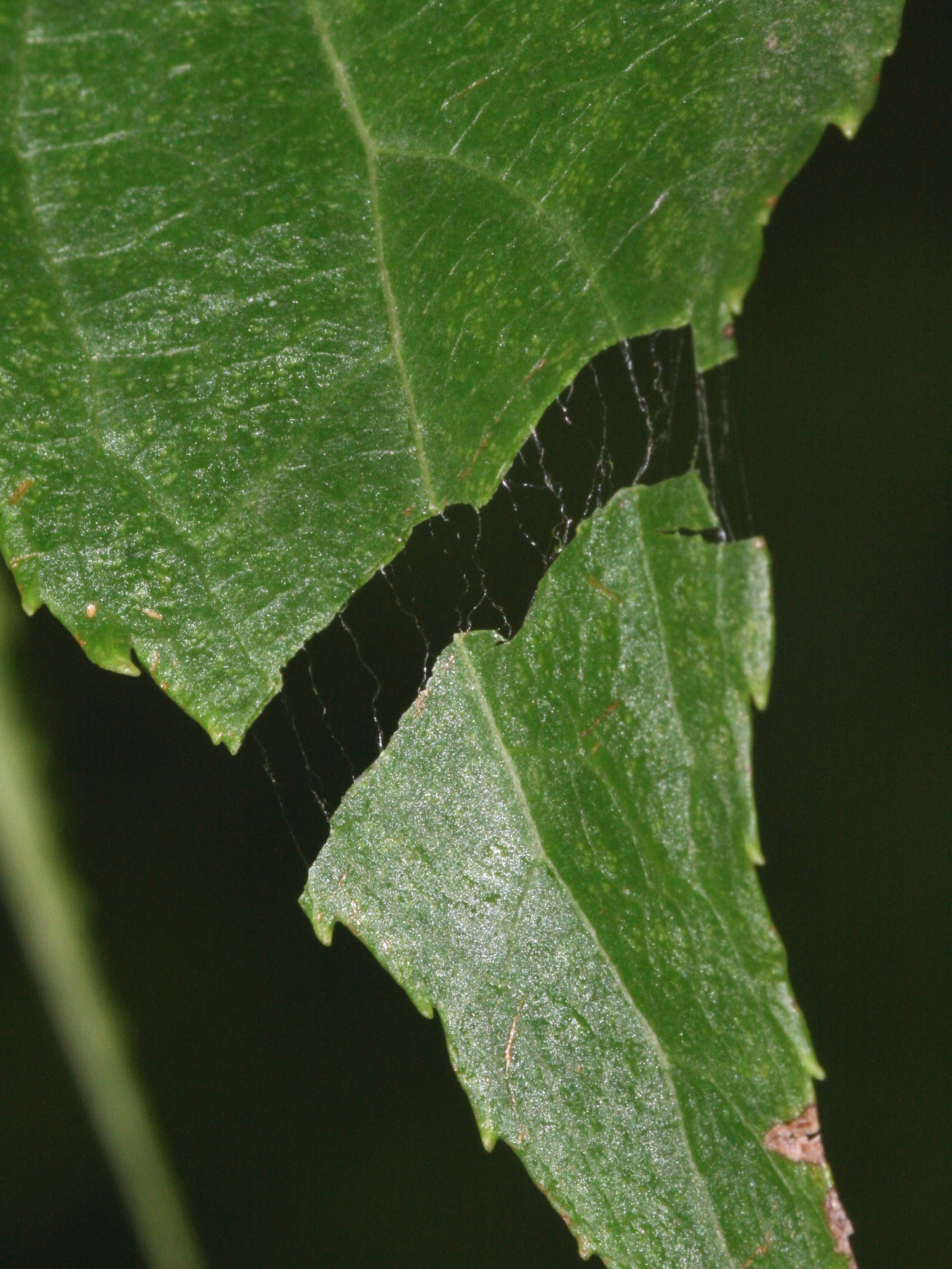
Latex d'une feuille.
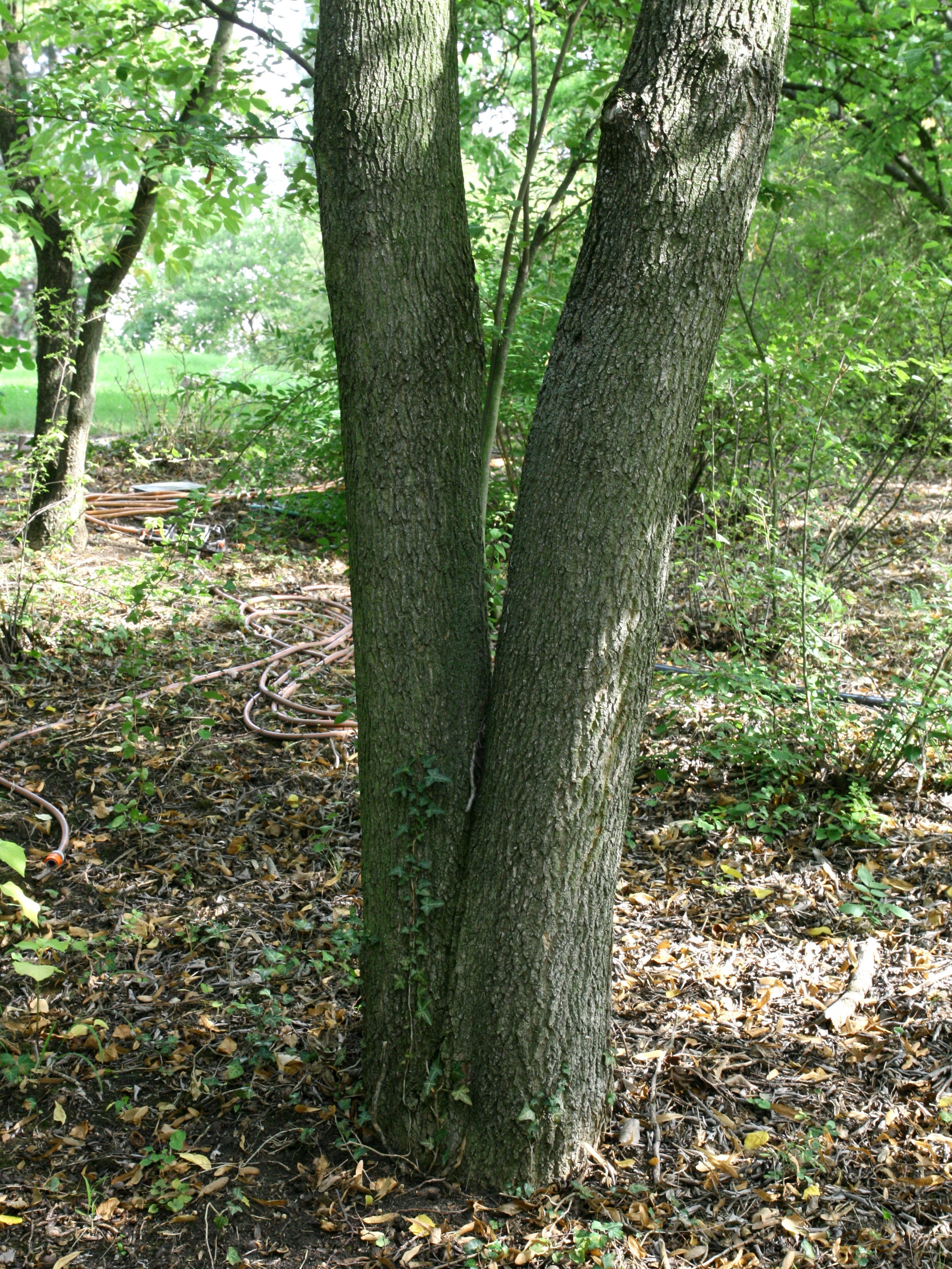
Tronc.
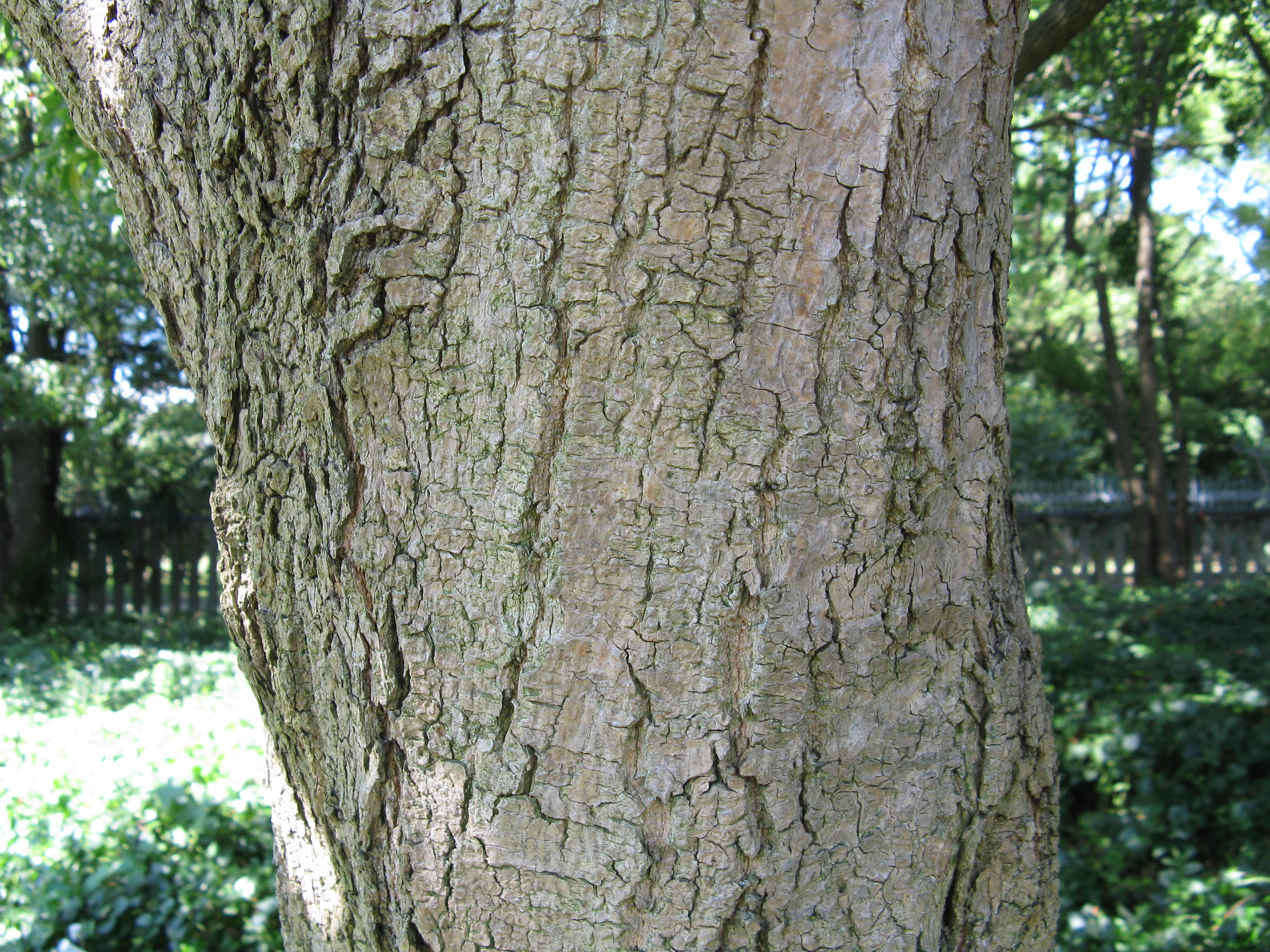
Écorce.

## Étymologie
Le nom Eucommia vient du grec ευ / eu, « bien, bon ; véritable ; et κόμμι / kommi, gomme, en référence au latex qui sécoule de la plante et qui donne le gutta-percha.
Kommi ou kummi serait, selon l'exégète Augustin Calmet, un mot d'origine hébraïque ou arabe : القُومِ (al-kummi / al-gummi).

## Classification
La classification classique de Cronquist (1981) place cette espèce comme la seule de l'ordre des Eucommiales. La classification phylogénétique APG II (2003) la place dans l'ordre des Garryales.